# Veselovka (Krasnodar)
Veselovka (del ruso: Веселовка) es un posiólok del raión de Temriuk del krai de Krasnodar del sur de Rusia. Está situado en la península de Tamán, en la orilla occidental del limán Kiziltashki, junto a la orilla del mar Negro, 41 km al suroeste de Temriuk y 165 km al oeste de Krasnodar, la capital del krai. Tenía 1 742 habitantes en 2010.
Pertenece al municipio Novotamanskoye.

## Historia
La localidad era conocida como Yantar ("Ámbar"), por el nombre de un sovjós vitivinícola.

## Festival
En la localidad se celebra el festival musical KUBANA y la concentración de motoristas Tamán. Anualmente en sus playas se celebra un festival de kitesurfing.

## Lugares de interés
Cerca de la población se halla el lago Soliónoye, del que se extraía sal artesanalmente hasta mediados del siglo XX. Desde ese momento ha sido explotado por las propiedades curativas de sus lodos, ricos en ácido sulfhídrico. Al suroeste se extienden 40 km de playas del limán hasta Blagovéshchenskaya.